# Cœurs cicatrisés
Pour plus de détails, voir Fiche technique et Distribution.
Cœurs cicatrisés (Inimi cicatrizate) est un film roumain réalisé par Radu Jude, sorti en 2016.
Il est présenté en sélection officielle au Festival international du film de Locarno 2016 où il remporte le Prix spécial du jury.
C'est l'adaptation du roman du même nom écrit par l'écrivain roumain Max Blecher en 1938.

## Fiche technique
- Titre original : Inimi cicatrizate
- Titre en français : Cœurs cicatrisés[2],[3]
- Réalisation : Radu Jude
- Scénario : Radu Jude d'après le roman de Max Blecher
- Pays d'origine : Roumanie
- Format : Couleurs - 35 mm - 1,37:1
- Genre : drame
- Durée : 141 minutes
- Date de sortie :
  -  Suisse : 7 août 2016 (Festival international du film de Locarno 2016)
  -  Roumanie : 18 novembre 2016
  -  France : 4 juillet 2018 ; 30 juin 2021 (Festival La Rochelle Cinéma)[2]

## Distribution
- Serban Pavlu : docteur Ceafalan
- Sofia Nicolaescu : enfant dans le train
- Gabriel Spahiu (en) : Zed
- Dana Voicu : madame Bella B.
- Ivana Mladenovic : Solange
- Alexandru Dabija : monsieur Lazar B.

## Prix
- 2016 : Prix spécial du jury du Festival de Locarno.